# Valerian Kallab
Valerian Kallab (10. dubna 1840 Velké Meziříčí – 8. listopadu 1902 Velké Meziříčí) byl rakouský právník a politik české národnosti z Moravy; poslanec Moravského zemského sněmu.

## Biografie
Vystudoval gymnázium v Jihlavě a práva na Karlo-Ferdinandově univerzitě v Praze, kde získal titul doktora práv. V roce 1875 se usadil coby advokát v Novém Městě na Moravě. Později působil jako zemský advokát ve Velkém Meziříčí, kam přenesl svou praxi z Nového Města na Moravě roku 1887. Byl členem disciplinární rady moravské advokátní komory. Působil i jako městský radní ve Velkém Meziříčí.
V 80. letech se zapojil i do vysoké politiky. V zemských volbách v roce 1884 byl zvolen na Moravský zemský sněm, kde zastupoval kurii venkovských obcí, obvod Nové Město, Žďár, Bystřice. V roce 1884 je označován za českého kandidáta. Byl členem širšího výkonného výboru Moravské národní strany (staročeské).

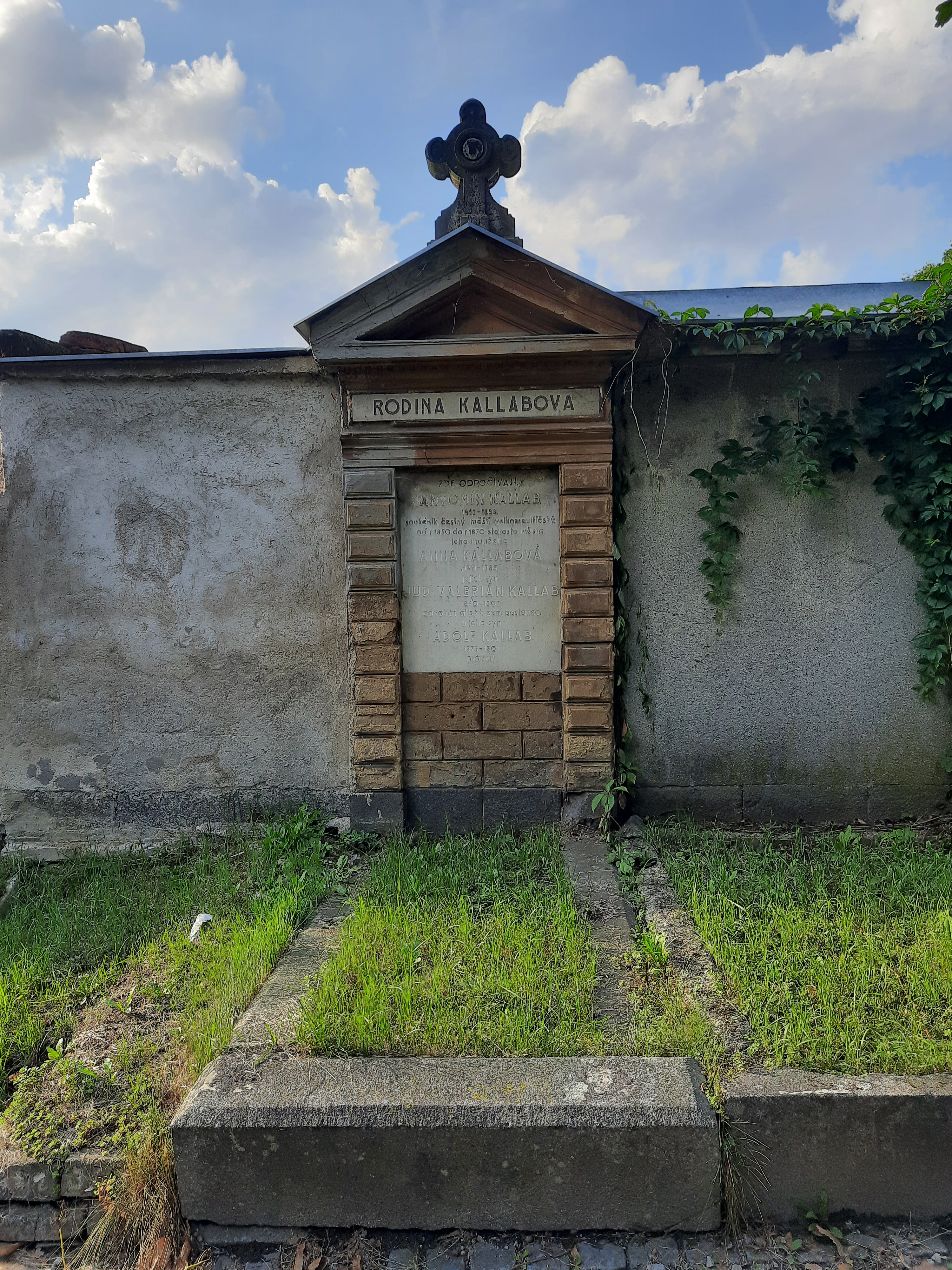
Hrob Valeriana Kallaba na hřbitově u kostelíka Nejsvětější Trojice ve Velkém Meziříči

Zemřel v listopadu 1902 po krátké chorobě ve Velkém Meziříčí ve věku 62 let. Pohřben byl na starém hřbitově ve Velkém Meziříčí "na Moráni" u kostelíka Nejsvětější Trojice.